# 7833 Nilstamm
7833 Nilstamm è un asteroide della fascia principale. Scoperto nel 1993, presenta un'orbita caratterizzata da un semiasse maggiore pari a 2,3248815 UA e da un'eccentricità di 0,2030070, inclinata di 2,79619° rispetto all'eclittica.